# Muangtrang United FC
Der Muangtrang United Football Club (thailändisch สโมสรฟุตบอลเมืองตรัง ยูไนเต็ด) ist ein thailändischer Fußballverein aus Trang, der in der Thai League 3 (Southern Region), der dritthöchsten thailändischen Spielklasse, spielt.

## Geschichte
Der Verein wurde 2022 gegründet. In seiner ersten Saison spielte er in der vierten Liga. Gleich im ersten Jahr seines Bestehens schaffte der Verein den Aufstieg in die dritte Liga. Hier tritt man in der Southern Region an.

## Erfolge
- Thailand Amateur League: 2022  ▲

## Stadion

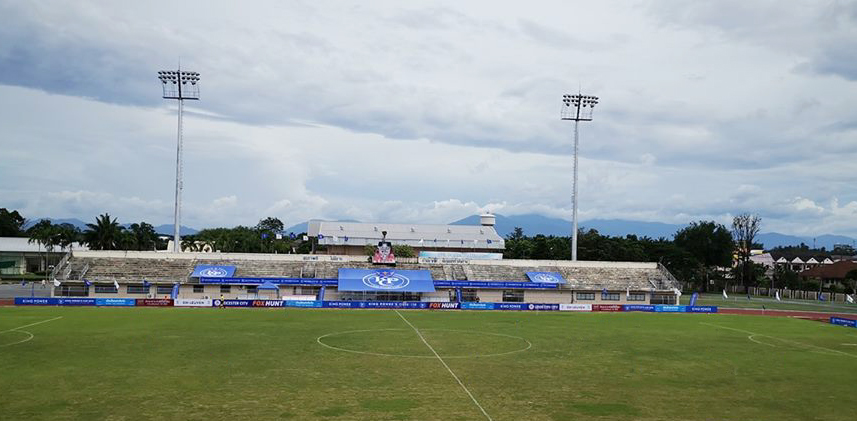
Trang Municipality Stadium

Der Verein trägt seine Heimspiele im Trang Municipality Stadium in Trang aus. Das Stadion hat ein Fassungsvermögen von 4789 Personen. Eigentümer und Betreiber des Stadions ist die Trang Municipality (Stadtverwaltung Trang).

## Saisonplatzierung
| Saison  | Liga                    | Liga  | Liga   | Liga | Liga | Liga | Liga  | Liga   | Liga     | Pokal               | Pokal                  | Pokal                  |
| Saison  | Liga                    | Level | Spiele | S    | U    | N    | Tore  | Punkte | Position | FA Cup              | Thai League Cup        | T3 Cup                 |
| ------- | ----------------------- | ----- | ------ | ---- | ---- | ---- | ----- | ------ | -------- | ------------------- | ---------------------- | ---------------------- |
| 2022    | Thailand Amateur League | 4     |        |      |      |      |       |        | ▲        | –                   | –                      |                        |
| 2022/23 | Thai League 3 – South   | 3     | 22     | 7    | 7    | 8    | 23:28 | 28     | 7.       | –                   | 2. Qualifikationsrunde |                        |
| 2023/24 | Thai League 3 – South   | 3     | 22     | 9    | 6    | 7    | 24:18 | 33     | 5.       | Qualifikationsrunde | 2. Qualifikationsrunde | 2. Qualifikationsrunde |
| 2024/25 | Thai League 3 – South   | 3     | 22     | 8    | 8    | 6    | 34:28 | 32     | 6.       | 1. Runde            | Achtelfinale           | Gruppenphase           |

## Beste Torschützen seit 2022
| Saison  | Name              | Tore |
| ------- | ----------------- | ---- |
| 2022    | Phuket Fueangkhon | 3    |
| 2022/23 | Somprat Ruangnoon | 5    |
| 2023/24 | Ittipon Khampliw  | 4    |
| 2024/25 |                   |      |

## Aktueller Kader
Stand: 1. Februar 2025
| Nr. |           | Position | Name                         |
| --- | --------- | -------- | ---------------------------- |
| 2   | Thailand  | AB       | Suttirak Tongkaew            |
| 4   | Thailand  | AB       | Yuttapong Srilakorn          |
| 5   | Thailand  | AB       | Anatcha Thepsiri             |
| 8   | Thailand  | MF       | Akarat Punkaew               |
| 9   | Thailand  | ST       | Somprat Reuengnun            |
| 11  | Thailand  | MF       | Adtaphol Chaikol             |
| 13  | Thailand  | MF       | Sattaporn Suso               |
| 14  | Thailand  | AB       | Arnon Panmeethong            |
| 16  | Thailand  | AB       | Punn Vajrabhaya              |
| 17  | Thailand  | MF       | Chananon Wisetbamrungcharoen |
| 18  | Thailand  | TW       | Sittidet Pakdee              |
| 23  | Thailand  | MF       | Chanayut Jejue               |
| 30  | Brasilien | ST       | Romário Alves                |

| Nr. |           | Position | Name                   |
| --- | --------- | -------- | ---------------------- |
| 31  | Thailand  | TW       | Natthawut Paengkrathok |
| 32  | Thailand  | ST       | Phuchakhen Chandaeng   |
| 33  | Thailand  | AB       | Kridsada Limseeput     |
| 37  | Thailand  | MF       | Chanukorn Srirak       |
| 46  | Thailand  | TW       | Kriangsak Numnuan      |
| 47  | Thailand  | MF       | Pornsawan Sankla       |
| 55  | Thailand  | AB       | Aorachun Changmoung    |
| 90  | Brasilien | ST       | Diogo Pereira          |
| 91  | Thailand  | MF       | Nattadat Thawisuk      |
| 92  | Thailand  | ST       | Aphisit Nunthong       |
| 95  | Thailand  | TW       | Teerapong Puttasukha   |
| 95  | Brasilien | ST       | Felipe Micael          |

## Trainer
| Trainer            | Nation     | von              | bis             |
| ------------------ | ---------- | ---------------- | --------------- |
| Reuter Moreira     | Brasilien  | 2022             | ?               |
| Nirun Assawapakdee | Thailand   | 12. Juni 2023    | 13. Juli 2024   |
| Richard Horlock    | Schottland | 10. Mai 2024     | 9. Oktober 2024 |
| Prajak Weangsong   | Thailand   | 16. Oktober 2024 | 29. Mai 2025    |